# Asianopis unicolor
Espèce
Synonymes
- Dinopis unicolor L. Koch, 1878
- Deinopis unicolor L. Koch, 1878

Asianopis unicolor est une espèce d'araignées aranéomorphes de la famille des Deinopidae.

## Distribution
Cette espèce est endémique d'Australie-Occidentale. Elle se rencontre vers König Georgs Sund.

## Description
La carapace de la femelle holotype mesure 4 mm et l'abdomen 13,5 mm.

## Systématique et taxinomie
Cette espèce a été décrite sous le protonyme Deinopis unicolor par L. Koch en 1878. Elle est placée dans le genre Asianopis par Chamberland, Agnarsson, Quayle, Ruddy, Starrett et Bond en 2022.

## Publication originale
- L. Koch, 1878 : Die Arachniden Australiens. Nürnberg, vol. 1, p. 969-1044 (texte intégral).